# Wacław Mitura
Wacław Mitura (ur. 12 sierpnia 1906,  zm. 15 sierpnia 1994) – więzień obozu koncentracyjnego Stutthof oraz autor wspomnień z życia obozowego.
Do obozu Stutthof trafił w 1941. Jego obozowy numer to 3836.
W czasie pobytu w obozie Stutthof Mitura pracował w ogrodnictwie, a po przeniesieniu do podobozu Hopehill (Nadbrzeże koło Elbląga) w cegielni. Po wojnie spisał swoje wspomnienia w książkach, które odzwierciedlają życie więźniów Stutthof.

## Publikacje
- Wspomnienia więźnia Stutthofu (Instytut Wydawniczy PAX, Warszawa 1978, Księgozbiór BN)[4]
- Za drutami Stutthofu: wspomnienia więźnia obozu (Wydawnictwo Pomorze, Bydgoszcz 1984, ISBN 83-7003-402-0)[4]